# Ji Soo
Ji Soo (지수?, Chisu?, 志洙LR, Ji-suMR), pseudonimo di Kim Ji-soo (김지수?, 朴寶劍?, Gim Ji-suLR, Kim ChisuMR; Busan, 30 marzo 1993), è un attore sudcoreano.

## Vita privata
Il 13 settembre 2016 ha subito un intervento chirurgico per osteomielite acuta. Mantiene una stretta amicizia con Nam Joo-hyuk.

## Filmografia

### Cinema
- Beastie Boys (비스티 보이즈?, Biseuti boijeuLR), regia di Yoon Jong-bin (2008)
- Sonyeon-eun goeropda (소년은 괴롭다?), cortometraggio (2010)
- Han Gong-ju (한공주?), regia di Lee Su-jin (2013)
- Soul Mates (서울메이트?, Seo-ul me-iteuLR), regia di Ahn Nae-swi (2014)
- Eoreun-i (어른이?), cortometraggio (2014)
- Boda (보다?) (2014)
- Geulroridei (글로리데이?), regia di Choi Jeong-yeol (2016)

### Televisione
- Areumda-un geudae-ege (아름다운 그대에게?) – serie TV (2012)
- Family (패밀리?, PaemilliLR) – serie TV, episodio 45 (2012)
- Sarang jumasu 37.2 (사랑 주파수 37.2?) – serie TV, episodio 3 (2013)
- Angry Mom (앵그리맘?, Aenggeuri mamLR) – serie TV (2015)
- Balchikhage gogo (발칙하게 고고?) – serie TV (2015)
- Page Turner (페이지 터너?, Pe-iji teoneoLR) – miniserie TV, 3 episodi (2016)
- Doctors (닥터스?, DakteosuLR) – serie TV (2016)
- Dar-ui yeon-in - Bobogyeongsim ryeo (달의 연인 - 보보경심 려?) – serie TV (2016)
- Fantastic (판타스틱?, PantaseutikLR) – serie TV (2016)
- Yeokdo-yojeong Kim Bok-ju (역도요정 김복주?) – serie TV, episodio 11 (2016)
- Himssen-yeoja Do Bong-soon (힘쎈여자 도봉순?) – serie TV (2017)
- Bad Guys 2 (나쁜 녀석들: 악의 도시?) – serie TV (2017)
- Ping Pong Ball (탁구공?) – serie TV (2018)
- My First First Love (첫사랑은 처음이라서?) – serie TV (2019)
- Naega gajang yebbeotseulddae (내가 가장 예뻤을때?) – serie TV (2020)

## Videografia
- 2018 – Bolbbalgan4 - Wind[5]

## Teatro
- Bong-sam Wasn't There (봉삼이는 거기 없었다?) (2009)
- The Dreamers (몽상가들?) (2009)
- Monster (괴물)? (2009)
- Controlled Experiments on Human Subjects (인간통제실험?) (2010)
- 13th Hero (13번째 주인공?) (2010)
- Soulmates (천생연분?) (2011)
- A Fool for Children (자식바보?) (2012)

## Premi e riconoscimenti
- 2015 - MBC Drama Awards
  - Candidatura - Miglior nuovo attore in una miniserie per Angry Mom
  - Candidatura - Premio miglior coppia con Kim Hee-sun per Angry Mom
- 2016 - Max Movie Awards
  - Vinto - Premio stella nascente[6]
- 2016 - Blue Dragon Film Awards
  - Candidatura - Miglior nuovo attore per Glory Day
- 2016 - KBS Drama Awards
  - Candidatura - Premio all'eccellenza, attore in un drama da un anno/speciale/breve per Page Turner
  - Candidatura - Miglior nuovo attore per Page Turner
- 2017 - Baeksang Arts Awards
  - Candidatura - Miglior nuovo attore (TV) per Himssen-yeoja Do Bong-soon
- 2017 - Asia Artist Awards
  - Vinto - Premio stella nascente[7]

## Doppiatori italiani
Nelle versioni in italiano dei suoi film, Ji Soo è stato doppiato da: 
- Alessandro Campaiola in My First First Love